# 2018-as labdarúgó-világbajnokság (döntő)
A 2018-as labdarúgó-világbajnokság döntője 2018. július 15-én, helyi idő szerint 18 órakor, magyar idő szerint 17 órakor kezdődött Moszkvában, a Luzsnyiki Stadionban. A mérkőzést Franciaország nyerte 4–2-re Horvátország ellen. Franciaország története során másodszor lett világbajnok. A győztes részvételi jogot szerzett a 2021-es konföderációs kupára.

## Helyszín
A döntőt a moszkvai Luzsnyiki Stadionban játszották, amelyet 2012. december 14-én választottak ki a döntő helyszínéül. A stadion ezen kívül hat mérkőzésnek adott otthont a világbajnokság folyamán, köztük a nyitómérkőzésnek és a Horvátország–Anglia elődöntőnek is. UEFA 4. kategóriás stadion, Oroszország legnagyobb stadionja, a férőhelyek száma 78 011 fő.
A stadiont 1956. július 31-én adták át. 1992-ig Központi Lenin Stadion néven volt ismert. Oroszország nemzeti stadionja, az orosz válogatott többnyire itt játssza a hazai mérkőzéseit. A CSZKA Moszkva, a Torpedo Moszkva és a Szpartak Moszkva is számos esetben itt játszotta a hazai mérkőzéseit.
A stadionban korábban számos sporteseményt rendeztek. Az 1980. évi nyári olimpiai játékok fő helyszíne volt, a nyitó- és záróünnepséget, továbbá az atlétika és a lovaglás versenyeit, valamint labdarúgó-mérkőzéseket tartottak itt.
A stadionban volt az 1999-es UEFA-kupa-döntő és a 2008-as UEFA-bajnokok ligája-döntő. A 2013-as atlétikai világbajnokságot is itt rendezték. Számos koncert helyszíne is volt már, többek között Michael Jackson, a The Rolling Stones, Madonna, a Metallica, a Kino, a U2 és a Red Hot Chili Peppers is fellépett már itt.

## Út a döntőig
Az eredmények az adott csapat szempontjából szerepelnek.
| Hely. | Csapat        | M | P |
| ----- | ------------- | - | - |
| 1.    | Franciaország | 3 | 7 |
| 2.    | Dánia         | 3 | 5 |
| 3.    | Peru          | 3 | 3 |
| 4.    | Ausztrália    | 3 | 1 |

| Hely. | Csapat       | M | P |
| ----- | ------------ | - | - |
| 1.    | Horvátország | 3 | 9 |
| 2.    | Argentína    | 3 | 4 |
| 3.    | Nigéria      | 3 | 3 |
| 4.    | Izland       | 3 | 1 |

## A mérkőzés
| 2018. július 15. 18:00 (17:00) |

| Franciaország                                                       | 4–2               | Horvátország              |
| ------------------------------------------------------------------- | ----------------- | ------------------------- |
| Mandžukić 18' (öngól) Griezmann 38' (11-esből) Pogba 59' Mbappé 65' | (2–1) Jegyzőkönyv | Perišić 28' Mandžukić 69' |

| Luzsnyiki Stadion, Moszkva Nézőszám: 78 011 Játékvezető: Néstor Pitana (argentin) |

| Franciaország | Horvátország |

| KA                   | 1  | Hugo Lloris       |     |     |
| JV                   | 2  | Benjamin Pavard   |     |     |
| KV                   | 4  | Raphaël Varane    |     |     |
| KV                   | 5  | Samuel Umtiti     |     |     |
| BV                   | 21 | Lucas Hernández   | 41' |     |
| KKP                  | 6  | Paul Pogba        |     |     |
| KKP                  | 13 | N’Golo Kanté      | 27' | 55' |
| JSZ                  | 10 | Kylian Mbappé     |     |     |
| TKP                  | 7  | Antoine Griezmann |     |     |
| BSZ                  | 14 | Blaise Matuidi    |     | 73' |
| KCS                  | 9  | Olivier Giroud    |     | 81' |
| Cserék:              |    |                   |     |     |
| KP                   | 15 | Steven Nzonzi     |     | 55' |
| KP                   | 12 | Corentin Tolisso  |     | 73' |
| CS                   | 18 | Nabil Fekir       |     | 81' |
| Szövetségi kapitány: |    |                   |     |     |
| Didier Deschamps     |    |                   |     |     |

| KA                   | 23 | Danijel Subašić  |       |     |
| JV                   | 2  | Šime Vrsaljko    | 90+2' |     |
| KV                   | 6  | Dejan Lovren     |       |     |
| KV                   | 21 | Domagoj Vida     |       |     |
| BV                   | 3  | Ivan Strinić     |       | 82' |
| KKP                  | 7  | Ivan Rakitić     |       |     |
| KKP                  | 11 | Marcelo Brozović |       |     |
| JSZ                  | 18 | Ante Rebić       |       | 71' |
| TKP                  | 10 | Luka Modrić      |       |     |
| BSZ                  | 4  | Ivan Perišić     |       |     |
| KCS                  | 17 | Mario Mandžukić  |       |     |
| Cserék:              |    |                  |       |     |
| CS                   | 9  | Andrej Kramarić  |       | 71' |
| KP                   | 20 | Marko Pjaca      |       | 82' |
| Szövetségi kapitány: |    |                  |       |     |
| Zlatko Dalić         |    |                  |       |     |

| A mérkőzés játékosa: Antoine Griezmann (Franciaország) Asszisztensek: Hernán Maidana (argentin) Juan Pablo Belatti (argentin) Negyedik játékvezető: Björn Kuipers (holland) Ötödik játékvezető: Erwin Zeinstra (holland) Videóbíró: Massimiliano Irrati (olasz) Videóbíró-asszisztens: Mauro Vigliano (argentin) Carlos Astroza (chilei) Danny Makkelie (holland) | Szabályok - 90 perc játékidő. - 30 perc hosszabbítás döntetlen esetén. - Ha ekkor sincs döntés, akkor tizenegyesek következnek. - 12 cserejátékos nevezhető. - Három játékos cserélhető, a hosszabbításban még egy cserelehetőség. |

### Statisztika
| Összesen        | Franciaország | Horvátország |
| --------------- | ------------- | ------------ |
| Gól             | 4             | 2            |
| Lövés           | 8             | 15           |
| Kapura lövés    | 6             | 3            |
| Labdabirtoklás  | 39%           | 61%          |
| Szöglet         | 2             | 6            |
| Szabálytalanság | 14            | 13           |
| Les             | 1             | 1            |
| Védés           | 3             | 1            |
| Sárga lap       | 2             | 1            |
| Piros lap       | 0             | 0            |